# Rumex bucephalophorus
Espèce
Synonymes
- Acetosa aculeata Chaz.[1]
- Acetosa bucephalophora (L.) Fourr.[1]
- Acetosa cretica (Rech.f.) Holub[1]
- Bucephalophora aculeata Pau[1]
- Lapathum bucephalophorum (L.) Lam.[1]
- Rumex bucephalophorus var. aculeatus Gürke[1]
- Rumex creticus Campd.[1]
- Rumex platycarpus Batt.[1]

Rumex bucephalophorus est une espèce de plantes herbacée de la famille des Polygonacées.

## Liste des sous-espèces et variétés
Selon Tropicos (21 juillet 2022) (Attention liste brute contenant possiblement des synonymes) :
- Rumex bucephalophorus subsp. aegaeus Rchb. f.
- Rumex bucephalophorus subsp. bucephalophorus
- Rumex bucephalophorus subsp. canariensis (Steinh.) Rech. f.
- Rumex bucephalophorus subsp. fruticescens Bornm.
- Rumex bucephalophorus subsp. gallicus (Steinh.) Rchb. f.
- Rumex bucephalophorus subsp. graecus Rech. f
- Rumex bucephalophorus subsp. hipporegii (Steinh.) Rech. f.
- Rumex bucephalophorus subsp. hispanicus (Steinh.) Rech. f.
- Rumex bucephalophorus var. aegaeus (Rchb. f.) Maire
- Rumex bucephalophorus var. canariensis Steinh.
- Rumex bucephalophorus var. crassissimus Maire
- Rumex bucephalophorus var. fruticescens (Bornm.) Press
- Rumex bucephalophorus var. gallicus Steinh.
- Rumex bucephalophorus var. graecus Steinh.
- Rumex bucephalophorus var. hipporegii Steinh.
- Rumex bucephalophorus var. hispanicus Steinh.
- Rumex bucephalophorus var. massiliensis Steinh.
- Rumex bucephalophorus var. papillosus Feinbrun
- Rumex bucephalophorus var. stenocarpus (Beck) Press
- Rumex bucephalophorus var. subaegaeus Maire
- Rumex bucephalophorus var. tetracanthus Beck

## Description
La floraison a lieu de mars à septembre.

## Distribution
L'espèce est présente dans tout le bassin méditerranéen.